# Henri Vanlerberghe
Henri (Ritte) Vanlerberghe (Lichtervelde, 29 januari 1891 – aldaar, 10 april 1966) was een Belgisch wielrenner. Hij is bekend als winnaar van de eerste Ronde van Vlaanderen na de Eerste Wereldoorlog in 1919, de derde editie van de wielerklassieker.

## Ronde van Vlaanderen 1919
In 1919 won Vanlerberghe met een voorsprong van 14 minuten de Ronde van Vlaanderen. Op een geleende fiets ontsnapte hij voor het huis van de gedoodverfde favoriet Marcel Buysse, op 120 kilometer van de aankomst. Onderweg kroop hij met zijn fiets door een trein die stil stond aan een overweg. Dat hij vlak voor de velodroom in een café nog een pint zou gedronken hebben is een verzinsel van een journalist.

## Belangrijkste overwinningen
1913
- 5e etappe Ronde van Frankrijk

1919
- Ronde van Vlaanderen

## Resultaten in voornaamste wedstrijden
| Jaar | Ronde van Italië | Ronde van Frankrijk | Ronde van Spanje |
| ---- | ---------------- | ------------------- | ---------------- |
| 1913 |                  | opgave (1)          |                  |
| 1914 |                  | opgave              |                  |
| 1919 |                  |                     |                  |

| Jaar | Ronde van Vlaanderen | Parijs-Roubaix |
| ---- | -------------------- | -------------- |
| 1913 | 14e                  | 41e            |
| 1914 | ↑                    |                |
| 1919 | ↑                    |                |